# Nassarius papillosus
Ốc bùn răng cưa (Nassarius papillosus), tên tiếng Anh: pimpled nassa, là một loài ốc biển, là động vật thân mềm chân bụng sống ở biển thuộc họ Nassariidae.

## Miêu tả
Kích thước vỏ ốc khoảng 30 mm và 52 mm. Thân ốc chứa độc tố tetrodotoxin. Nếu ăn loại ốc này (kể cả khi sống lẫn đã nấu chín), con người có thể tử vong ngay sau đó.

## Phân bố
Loài này có ở Ấn Độ Dương dọc theo Aldabra, Chagos, Madagascar, hải vực Mascarene, Mauritius và Réunion. Việt Nam.